# Aleksej Sokolov
Aleksej Vladimirovitsj Sokolov (Russisch: Алексей Владимирович Соколов) (Leningrad, 14 november 1979) is een Russische marathonloper. Hij werd driemaal Russisch kampioen en heeft sinds 2007 het Russische record in handen op deze discipline.
In 2006 en 2007 verbeterde Sokolov tweemaal het parcoursrecord op de marathon van Dublin met respectievelijk 2:11.39 en 2:09.07. Met zijn laatste tijd verbeterde hij het tien jaar oude Russisch record van zijn trainer Leonid Sjvetsov.
Aleksej Sokolov is een sport-soldaat.

## Titels
- Russisch kampioen marathon - 2005, 2006, 2007

## Persoonlijke records
Outdoor
| Onderdeel      | Prestatie           | Datum           | Plaats |
| -------------- | ------------------- | --------------- | ------ |
| halve marathon | 1:03.20             | 5 april 2003    | Milaan |
| marathon       | 2:09.07 (nat. rec.) | 29 oktober 2007 | Dublin |

Indoor
| Onderdeel           | Prestatie | Datum            | Plaats          |
| ------------------- | --------- | ---------------- | --------------- |
| 3000 m              | 8.09,89   | 12 februari 2002 | Wolgograd       |
| 2000 m steeplechase | 5.46,44   | 22 januari 2000  | Sint-Petersburg |

## Palmares

### 10.000 m
- 2002:  Russische kampioenschappen in Cheboksary - 29.03,07

### 10 km
- 2004:  White Nights in Sint Petersburg - 29.42
- 2007:  White Nights in Sint Petersburg - 30.05

### halve marathon
- 2001: 4e halve marathon van Osaka - 1:05.18
- 2003:  halve marathon van Osaka - 1:03.15
- 2003:  halve marathon van Osaka - 1:03.15
- 2008:  halve marathon van Sestroretsk - 1:06.44

### 30 km
- 2003:  Pushkin-Sint Petersburg - 1:32.16
- 2004:  Pushkin-Sint Petersburg - 1:30.45
- 2005:  Pushkin-Sint Petersburg - 1:31.57
- 2006:  Pushkin-Sint Petersburg - 1:32.42
- 2007:  Pushkin-Sint Petersburg - 1:31.38
- 2008:  Gatchina-Sint Petersburg - 1:31.30
- 2008:  Pushkin-Sint Petersburg - 1:32.04
- 2009:  Pushkin-Sint Petersburg - 1:33.46
- 2010:  Pushkin-Sint Petersburg - 1:30.59

### marathon
- 2002:  marathon van Moskou - 2:15.50
- 2003:  marathon van Ufa - 2:13.25
- 2003: 4e marathon van Sint Petersburg - 2:15.01
- 2004: 12e marathon van Hamburg - 2:14.29
- 2004:  marathon van Stockholm - 2:18.17
- 2004:  marathon van Odense - 2:15.59
- 2005: 4e marathon van Lahore - 2:21.53
- 2005:  marathon van Moskou - 2:17.35
- 2006:  marathon van Dublin - 2:11.39
- 2007: 12e marathon van Wenen - 2:14.51
- 2007:  marathon van Cheboksary - 2:15.52
- 2007:  marathon van Dublin - 2:09.07
- 2008: 9e Londen Marathon - 2:11.41
- 2008: 21e OS in Peking - 2:15.57
- 2008: 15e marathon van Fukuoka - 2:16.20
- 2009:  marathon van Saransk - 2:16.03
- 2009:  marathon van Dublin - 2:10.38
- 2010: 13e marathon van Daegu - 2:16.42
- 2010: 9e EK in Barcelona - 2:20.49
- 2010: 5e marathon van Dublin - 2:10.31
- 2011:  marathon van Zürich - 2:10.23
- 2011: 19e marathon van Daegu - 2:16.23
- 2011: 10e marathon van Fukuoka - 2:14.00
- 2012:  marathon van Moskou - 2:13.01
- 2012: 4e marathon van Nagano - 2:10.59
- 2013: 12e marathon van Wenen - 2:19.05
- 2013:  marathon van Nagano - 2:15.31
- 2014: 13e marathon van Zürich - 2:17.10
- 2015: 9e marathon van Zürich - 2:14.45